# Alex Apolinário
Alex Sandro dos Santos Apolinário (Ribeirão Preto, Brasil; 7 de noviembre de 1996-Vila Franca de Xira, Portugal; 7 de enero de 2021) fue un futbolista brasileño que jugó por última vez para el club portugués Futebol Clube de Alverca como centrocampista ofensivo.

## Carrera profesional
Nacido en Ribeirão Preto, São Paulo, Apolinário comenzó su carrera en el Botafogo Futebol Clube de su ciudad natal antes de firmar contrato con el Cruzeiro Esporte Clube en 2015. En 2016 pasó a la categoría mayor y el 9 de marzo debutó profesionalmente en la Primera Liga de Brasil con una victoria como local de 2 a 1 sobre el Club Atlético Paranaense, reemplazando en el minuto 64 a Matías Pisano.
En enero de 2018, Apolinário fue transferido a Paranaense con un contrato de préstamo por un año. El equipo ganó el Campeonato Paranaense, aunque él no jugó como titular. El 10 de marzo, como primer suplente de João Pedro Heinen, anotó su único gol para concluir con una victoria como local de 7 a 1 sobre el Rio Branco Sport Club.
Apolinário se mudó al extranjero por primera vez en enero de 2019, uniéndose al Futebol Clube de Alverca del Campeonato de Portugal, la tercera categoría del fútbol portugués. El 17 de octubre de ese mismo año abrió el marcador cuando el club eliminó al campeón de ese momento, el Sporting de Lisboa, en la tercera ronda de la Copa de Portugal con una victoria como local de 2 a 0; fue la segunda vez en su historia que el equipo fue eliminado por un club de tercera división.

### Paro cardíaco
El 3 de enero de 2021, en un partido del Campeonato de Portugal contra Almeirim en Alverca, Apolinário sufrió un ataque al corazón    en el minuto 27 de partido. Luego de varios intentos fue reanimado y trasladado al Hospital de Vila Franca de Xira, donde se lo indujo a un coma farmacológico.

## Clubes
| Club                      | País                | Año                 | Partidos | Goles |
| ------------------------- | ------------------- | ------------------- | -------- | ----- |
| Cruzeiro Esporte Clube    | Brasil              | 2015-2017           | 17       | 0     |
| Clube Atlético Paranaense | Brasil              | 2018-2019           | 9        | 1     |
| Futebol Clube de Alverca  | Portugal            | 2019-2021           | 44       | 10    |
| Total en su carrera       | Total en su carrera | Total en su carrera | 70       | 11    |

## Fallecimiento
El 7 de enero de 2021 el Futebol Clube de Alverca, en un comunicado compartido en redes sociales, informaron que Apolinário había fallecido a causa de una muerte cerebral. Tenía veinticuatro años y fue sepultado en el cementerio municipal de San Antonio cerca de Sao Paulo.